# آریخا
آریخا (به اسپانیایی: Arija) یک شهرستان در اسپانیا است که در Merindades واقع شده‌است.